# ポロロッカ (企業)
株式会社ポロロッカ（英文社名：Pororoca Corporation）は、かつて首都圏および関西圏において「ポロロッカ食品館」のブランドでスーパーマーケットを展開していた日本の企業。元はマイカル（現：イオンリテール）グループの食品スーパー「株式会社マイカルポロロッカ」として大阪府にて設立された。マイカル破綻によりマルエツグループ入り後、2007年（平成19年）12月1日をもってマルエツに吸収合併された。
社名・店名は、アマゾン川が大潮のときに逆流を起こす「ポロロッカ現象」に由来する。

## 概要
1995年（平成7年）に神戸に1号店をオープンした。大手スーパーで唯一コンビニエンスストア事業に進出しなかったニチイが、コンビニエンスストアと食品スーパーの融合店舗というコンセプトで開始した業態で、マイカルグループの小型店舗の都市型食品スーパーとして展開した。イオングループのまいばすけっとに相当する業態で、他社ではユニーグループのminiピアゴ（現：G-7ホールディングス傘下）などがある。
同年に会社更生法を申請し経営破綻となったスーパーマーケット「京都厚生会」（本社：京都市山科区）を買収し、「ポロロッカ京都厚生会」に改称の上引き継いだ。前後して急速に店舗を拡大し、マイカルへ社名変更して1年後の1997年（平成9年）末には1道1都2府5県（宮城・千葉・埼玉・神奈川・兵庫）に計64店舗を持つまでに成長した。
しかし、1990年代末期に宮城県内の店舗を西友や丸吉フードサービスなどに売却して早くも撤退し、さらに2001年（平成13年）9月には親会社のマイカルが経営破綻、同年11月に関東圏・関西圏のポロロッカ全店舗をマルエツ（ダイエーグループ→イオングループ）に売却することで合意。翌2002年（平成14年）1月に正式にマルエツグループ入りし、同年2月には本社を東京へ移転した。
その後、マルエツは小型店事業合理化の一環として、2005年（平成17年）6月10日付で近畿地区（大阪府・兵庫県・京都府）の17店舗をカラオケ機器販売・100円ショップ「FLET'S」を展開する株式会社音通に営業譲渡、関西圏での営業から撤退した。これに伴い、関西の旧ポロロッカ店舗は「F MART」に店名変更して食品スーパーとして営業を継続した。
2007年の合併により首都圏の旧ポロロッカ店舗がマルエツへ統合された後も、「ポロロッカ食品館」の店名はマルエツの一部門として存続使用されていたが、2010年（平成22年）7月から順次、マルエツの小型店業態「マルエツ プチ」への店名変更、または店舗閉鎖が行われ、同年9月5日の草加清門町店（埼玉県）の閉店により「ポロロッカ食品館」のブランドは消滅した。